# Gould Knoll
Gould Knoll är en kulle i Antarktis. Den ligger i Västantarktis. Inget land gör anspråk på området. Toppen på Gould Knoll är 76 meter över havet.
Terrängen runt Gould Knoll är kuperad norrut, men söderut är den platt.  Trakten är obefolkad. Det finns inga samhällen i närheten.